# Melittobia clavicornis
Melittobia clavicornis är en stekelart som först beskrevs av Peter Cameron 1908.
Melittobia clavicornis ingår i släktet Melittobia och familjen finglanssteklar. Inga underarter finns listade i Catalogue of Life.